# Owstonia macrophthalmus
Owstonia macrophthalmus är en fiskart som först beskrevs av Fourmanoir, 1985.  Owstonia macrophthalmus ingår i släktet Owstonia och familjen Cepolidae. Inga underarter finns listade i Catalogue of Life.